# Gigant FM
Gigant FM is een Nederlandse radiozender te ontvangen in Noord-Nederland. De zender is via FM te beluisteren in de regio's Coevorden en Winschoten. Via DAB+ is Gigant FM te beluisteren in heel Groningen en Drenthe. Daarnaast ook digitaal bij onder meer KPN, Ziggo en T-Mobile. De studio is gevestigd in Emmen.

## Format
Gigant FM zendt 24 uur per dag uit met een mix van Nederlandstalige muziek en Goud van Oud. In de avonduren en in het weekend worden er live programma's gepresenteerd.

## Geschiedenis
Eind 2005 werd de Stichting Gigant FM opgericht. Hierna werd begonnen met het zoeken van een studioruimte die gevonden werd in Erica en het opzetten van een technische infrastructuur. Eind 2005 starten de testuitzendingen via internet. De eerste officiële uitzending vond op 31 januari 2006 plaats op de kabel in de provincie Drenthe. Later wordt het bereik van Gigant FM vergroot naar onder meer Groningen en Friesland en zijn de uitzendingen te horen bij diverse (glasvezel)providers. Sinds 1 december 2022 is Gigant FM te beluisteren via FM frequenties in Coevorden en Winschoten en op DAB+ in heel Groningen en Drenthe.

## Gigantengala
Afgelopen jaren organiseerde Gigant FM een eigen evenement onder de naam Giganten Gala. Op dit jaarlijks terugkerend feest in het Drentse dorp Erica waren in de afgelopen jaren optredens te zien van zowel landelijk bekende artiesten zoals Jan Smit, Nick & Simon & Gerard Joling als ook lokaal bekende artiesten.